# Спис (підрозділ)
Спис або копіє (англ. і фр. lance, італ. lancia, нім. Lanze, пол. kopia, порт. lança) — у середньовічній Європі основний військовий підрозділ. Складався з лицаря та його збройного почту (від 3 до 5 осіб: зброєносця, збройного слуги, кінного лучника або арбалетника). Списи об'єднувалися в організаційно-тактичні одиниці — стяги, або хоругви. В українських джерелах зустрічається з середини ХІІ ст. як «копіє». У XVI ст. називається «списом».

## Назва
Назва походить від кавалерійської піки — традиційної зброї лицарів, гусарів та козаків.

## Історія

### Польща
Король Польщі був зобов'язаний заплатити за участь у війні за межами країни по 5 гривень на хоругву.

### Україна
«Спис» (початково д.-рус. копье, копие, пол. kopie) вперше згадується у літописі під 1153 роком. Під 1500 роком фігурує назва «списсы». Полк, що складався з 900 «списів», налічував трохи більше 7000 бійців.
У XIII—XVI століття війська руських удільних князів складалися з дружини та «списів» — дружин васалів. Ця організація не змінилась і після входження окремих князівств до складу Литви. Наприкінці XIV — на початку XV століть частина князів могла вивести «в поле» не більше «списа».

### Франція
Реформи Карла VII у 1445 р. вперше встановили постійну чисельність «спису» — 8 воїнів (6 латників і 2 лучники). «Списи» васалів об'єднувалися у «стяги», ймовірно, за територіальним принципом.